# Rose McGowan
Rose Arianna McGowan, ameriška televizijska in filmska igralka, glasbenica ter fotomodel, *5. september 1973, Firence, Italija.

## Zgodnje življenje
Rose Arianna McGowan se je rodila 5. septembra 1973 v Firencah v Italiji kot drugi od šestih otrok Terri in Daniela McGowana. Fotomodel je postala že v otroških letih. Pri desetih letih se je preselila v Seattle v Washingtonu, ko so se njeni starši razvezali.

## Kariera
Filmsko kariero začne leta 1990 v seriji True Colours.
Leta 1992 se pojavi v filmu Encino Man, leta 1995 pa v The Doom Generation.
Leta 1996 jo lahko opazimo v filmih Kiss & Tell, Bio Dome in Krik, leta 1997 pa v Seed, Nowhere, Going All the Way in Lewis & Clark & George.
Leta 1998 igra v filmi Southie, Phantoms in Devil In The Flesh, leta 1999 pa v filmih Jawbreaker in Sleeping Beauties ter seriji God Is in the T.V..
Leta 2000 se pokaže v filmih Ready to Rumble in The Last Stop ter v serijah What About Joan? in Čarovnice, ki jo je snemala do leta 2006 (v vlogi Paige Matthews), leto kasneje, torej leta 2002, pa v filmih The Killing Yard, Monkeybone in Strange Hearts.
Leta 2002 je igrala v filmu Stealing Bess, leta 2005 v seriji Elvis, leta 2006 v filmu Črna dalija, leta 2007 pa v filmih Grindhouse: Planet terorja in Smrtno varen.
Leta 2008 jo lahko vidimo v filmu Fifty Dead Men Walking in seriji The Essentials, letos pa se je pojavila v seriji Pod nožem lepote.
Za leto (2010) ima v načrtu snemanje filma Red Sonja, v katerem bo imela glavno vlogo.

## Glasba
Ko je Rose McGowan hodila s pevcem Marilynom Mansonom, se je pojavila v videospotu pesmi »Coma White« in pela v ozadju pesmi »Posthuman«. Obe pesmi sta vključeni v album Mechanical Animals.

## Osebno življenje
Rose McGowan je včasih živela v Seattlu v Washingtonu, trenutno pa živi v Los Angelesu v Kaliforniji. Tri leta in pol je hodila z glasbenikom Marilynom Mansonom. Kasneje je prijateljevala tudi s Kipom Parduem in Davidom Zinczenkom, poročila pa se je z direktorjem Robertom Rodriguezom.
McGowanova ima že od otroštva težave z mesečnostjo.

## Filmografija

### Filmi
| Leto | Film                   | Vloga                 | Opombe                |
| ---- | ---------------------- | --------------------- | --------------------- |
| 1992 | Encino Man             | Nora                  | alias California Man  |
| 1995 | The Doom Generation    | Amy Blue              |                       |
| 1996 | Bio Dome               | Denise                |                       |
| 1996 | Kiss & Tell            | Jasmine Hoyle         |                       |
| 1996 | Krik                   | Tatum Riley           |                       |
| 1997 | Going All the Way      | Gale Ann Thayer       |                       |
| 1997 | Seed                   | Miriam                |                       |
| 1997 | Nowhere                | Valley Chick          |                       |
| 1997 | Lewis & Clark & George | George                |                       |
| 1998 | Southie                | Kathy Quinn           |                       |
| 1998 | Phantoms               | Lisa Pailey           |                       |
| 1998 | Devil In The Flesh     | Debbie Strand         | alias Dearly Devoted  |
| 1999 | Jawbreaker             | Courtney Alice Shayne |                       |
| 1999 | Sleeping Beauties      | Sno Blo               |                       |
| 2000 | Ready to Rumble        | Sasha                 |                       |
| 2000 | The Last Stop          | Nancy                 |                       |
| 2001 | Strange Hearts         | Moira Kennedy         | alias Roads to Riches |
| 2001 | Monkeybone             | Miss Kitty            |                       |
| 2001 | The Killing Yard       | Linda Borus           | televizijski film     |
| 2002 | Stealing Bess          | Debbie Dinsdale       | alias Vacuums         |
| 2005 | Elvis                  | Ann-Margret           | televizijski film     |
| 2006 | Črna dalija            | Sheryl Saddon         |                       |
| 2007 | Planet terorja         | Cherry Darling        |                       |
| 2007 | Smrtno varen           | Pam                   |                       |
| 2008 | Fifty Dead Men Walking | Grace Sterrin         |                       |
| 2010 | Red Sonja              | Red Sonja             | Pre produkcija        |

### Serije
| Leto      | Naslov             | Vloga                     | Opombe                                   |
| --------- | ------------------ | ------------------------- | ---------------------------------------- |
| 1990      | True Colours       | Suzanne                   | 1 epizoda - Life with Fathers            |
| 1999      | God Is in the T.V. | Jackie-O                  | alias Marilyn Manson: God Is in the T.V. |
| 2001      | What About Joan?   | Maeve                     | 1 epizoda - Maeve                        |
| 2001–2006 | Čarovnice          | Paige Matthews            | 112 epizod                               |
| 2008      | The Essentials     | Ona                       | 27 epizod                                |
| 2009      | Pod nožem lepote   | Dr. Theodora 'Teddy' Lowe | 3 epizode                                |

### Videoigre
| Leto | Videoigra                    | Vloga        | Opombe |
| ---- | ---------------------------- | ------------ | ------ |
| 2005 | Darkwatch: Curse of the West | Tala Vamp    |        |
| 2009 | Terminator: Odrešitev        | Angie Salter |        |